# Сервій Корнелій Малугінен
Се́рвій Корне́лій Малугіне́н (лат. Servius Cornelius Maluginensis; V—IV століття до н. е.) — політичний, державний і військовий діяч Римської республіки, семиразовий військовий трибун з консульською владою (консулярний трибун) 386, 384, 382, 380, 376, 370 і 368 роки до н. е.

## Біографічні відомості
Походив із знатного патриціанського роду Корнеліїв, його гілки Малугіненів. Другий син Публія Корнелія Малугінена, військового трибуна з консульською владою 404 року до н.е., та онук Марка Корнелія Малугінена, консула 436 року до н.е. Про його молоді роки відомостей не збереглося.

### Перша трибунська каденція
386 року до н. е. його було обрано перший раз військовим трибуном з консульською владою разом з Квінтом Сервілієм Фіденатом, Марком Фурієм Каміллом, Луцієм Горацієм Пульвіллом, Луцієм Квінцієм Цинціннатом Капітоліном і Публієм Валерієм Потітом Публіколою.
Цього року бойові дії були доручені Марку Фурію Каміллу, а Сервію Корнелію було доручено організацію армії, яка мала бути розташована в сільській місцевості для захисту міста від етрусків.

### Друга трибунська каденція
384 року до н. е. його було вдруге вибрано військовим трибуном з консульською владою разом з Марком Фурієм Каміллом, Гаєм Папірієм Крассом, Публієм Валерієм Потітом Публіколою, Сервієм Сульпіцієм Руфом і Титом Квінкцієм Цинціннатом Капітоліном. Під час трибунату відбувся судовий процес проти Марка Манлія Капітоліна, що закінчився смертним вироком йому.

### Третя трибунська каденція
У 382 році до н. е. його було втретє обрано військовим трибуном з консульською владою разом з Луцієм Папірієм Крассом, Гаєм Сульпіцієм Камеріном, Спурієм Папірієм Крассом, Квінтом Сервілієм Фіденатом і Луцієм Емілієм Мамерціном.
Луції і Спурій командували легіонами, які перемогли жителів Веллетри, в той час як Сервія Корнелія Малугінена разом з іншими командирами сенат залишив у Римі, щоб захистити місто.

### Четверта трибунська каденція
У 380 році до н. е. його вчетверте було обрано військовим трибуном з консульською владою разом з Луцієм Валерієм Публіколою, Гнеєм Сергієм Фіденатом Коксоном, Ліцінієм Мененієм Ланатом і Публієм Валерієм Потітом Публіколою.
Того року відбулися суперечки між патриціями і плебеями з питання про те, чи можна брати римських громадян у боргову кабалу. Цим вирішили скористатися містяни Пренести, які прийшли з війною до Риму. Щоб уникнути зовнішньої небезпеки й обмежити владу трибунів, сенат обрав диктатором Тіта Квінкція Цинцінната Капітоліна, який зрештою й привів римлян до перемоги проти Пренесте.

### П'ята трибунська каденція
376 року до н. е. його було вп'яте обрано військовим трибуном з консульською владою разом з Сервієм Сульпіцієм Претекстатом, Луцієм Мененієм Ланатом, Луцієм Папірієм Крассом.
Тоді ж на Тускул, місто-союзник Риму напали воїни міста Веллетрі. Римляни зрештою відбили нападників і зняли облогу, але не змогли здобути кінцеву перемогу над ними. Надалі обрання військових трибунів було перервано на п'ять років, протягом яких Рим їх не обирав через блокаду народних трибунів Гая Ліцинія Кальва Столона і Луція Секстія Латерана.

### Шоста трибунська каденція
У 370 році до н. е. його вшосте було обрано військовим трибуном з консульською владою разом з Сервієм Сульпіцієм Претекстатом, Гаєм Валерієм Потітом, Луцієм Фурієм Медулліном, Авлом Манлієм Капітоліном і Публієм Валерієм Потітом Публіколою. 
Згадок про якісь дії військових трибунів під час цієї каденції немає. 

### Сьома трибунська каденція
368 року до н. е. його було всьоме обрано військовим трибуном з консульською владою разом з Спурієм Сервілієм Структом, Луцієм Папірієм Крассом, Сервієм Сульпіцієм Претекстатом, Тітом Квінкцієм Цинціннатом Капітоліном, Луцієм Ветурієм Крассом Цикуріном.
Коли народні трибуни Гай Ліциній Кальв Столон і Луцій Секстій Латеран привели племена до голосування з питання запропонованих законів на користь плебеїв, незважаючи на вето, накладене іншими народними трибунами, сенат призначив Марка Фурія Камілла диктатором вчетверте задля того, щоб не допустити голосування законів, запропонованих Гаєм Ліцінієм і Луцієм Секстієм.

### Останні відомості
У 361 році до н. е. Тит Квінкцій Пен Капітолін Криспін, якого сенат обрав диктатором для ведення війни проти галів, призначив Сервія Корнелія своїм заступником — начальником кінноти.
Про подальшу долю Сервія Корнелія Малугінена відомостей немає.